# Моральні цінності
Мора́льні ці́нності — моральні зразки, поняття, вимоги, що дають можливість людині оцінювати дійсність та орієнтуватися в ній. Наприклад, чесність, вірність та інші риси порядної людини.
Моральні цінності є предметом розгляду етики й психології. У соціальній психології моральні цінності розглядаються як складова психологічної атмосфери колективу, спільноти.